# Brachygnatha jilinensis
Brachygnatha jilinensis is een vlinder uit de familie herfstspinners (Brahmaeidae). De wetenschappelijke naam van de soort is, als Brahmaea jilinensis, voor het eerst geldig gepubliceerd in 1988 door Xiu-Rong Zhang.

## Type
- holotype: "male, 15.VII.1985"
- instituut: EMJAU, Beijing, China
- typelocatie: "China, Huinan, Jiling"